# Kosmos (roślina)

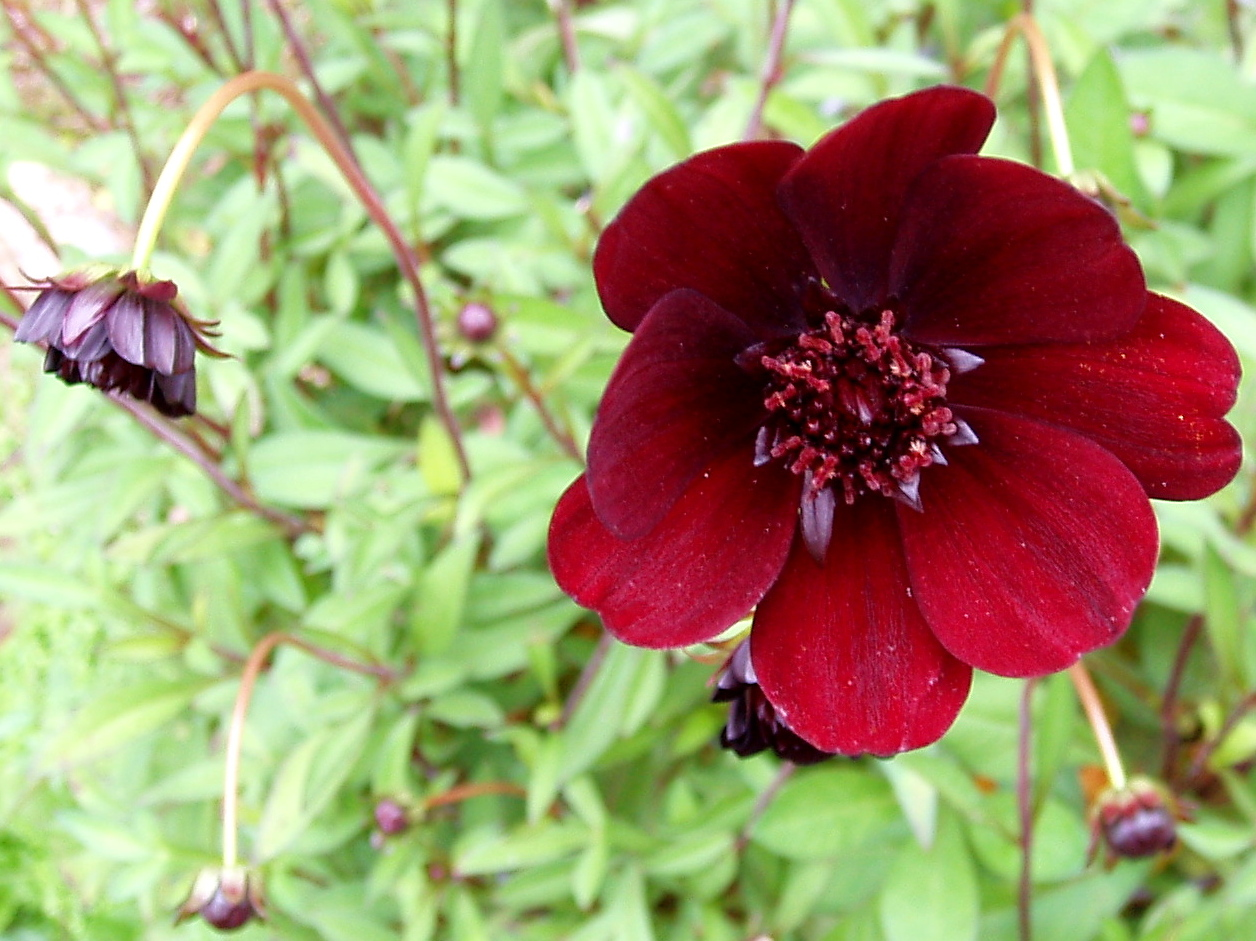
Cosmos atrosanguineus

Kosmos, onętek (Cosmos Cav.) – rodzaj roślin należący do rodziny astrowatych. Obejmuje 35 gatunków. Rośliny te występują w Ameryce Północnej i Południowej – od południowej części Stanów Zjednoczonych po północną Argentynę, przy czym większość gatunków rośnie w Meksyku. Rośliny te zostały szeroko rozprzestrzenione i rosną uprawiane i dziczejące na wszystkich kontynentach w strefie międzyzwrotnikowej i w obu strefach umiarkowanych. W Polsce znane są uprawiane i przejściowo dziczejące.
Do popularnych roślin ogrodowych należy kosmos pierzasty C. bipinnatus. Uprawiany jest też m.in. kosmos krwistoczerwony C. atrosanguineus o kwiatach koloru i o zapachu podobnym do czekolady, który w naturze wymarł w 1860 roku. Do częściej uprawianych należy także kosmos siarkowy C. sulphureus.

## Morfologia
PokrójRośliny jednoroczne, rzadziej byliny i półkrzewy osiągające do 2,5 m wysokości. Łodygi zwykle są prosto wzniesione, czasem podnoszące się, pojedyncze, rozgałęzione na całej długości lub tylko w górnej części. Zwykle słabo ulistnione.
LiścieNaprzeciwległe. Liście tylko lub głównie łodygowe, rzadko też odziomkowe. Zwykle nagie, rzadko słabiej lub silniej owłosione, czasem szorstkie. Blaszka na ogonku lub siedząca, pierzasto klapowana (pojedynczo, podwójnie lub potrójnie), rzadko całobrzega.
KwiatyZebrane w koszyczki pojedyncze lub tworzące rozpierzchłe baldachogrona. Okrywy kulistawe do półkulistych, rzadko walcowate, o średnicy od 3 mm do 15 mm. Listki okrywy zwykle w dwóch rzędach i w liczbie 8, wolne, lancetowate, podobnej długości, na brzegu obłonione. Osadnik płaski lub lekko wypukły, z odpadającymi plewinkami. Brzeżne kwiaty języczkowe zwykle w liczbie 8, często podwojone u odmian uprawnych. Mają kolor od białego do purpurowego lub różowego, czasem żółty do czerwonopomarańczowego. Kwiaty rurkowate w centrum koszyczka występują w liczbie od 10 do 20, rzadziej większej (do ponad 80), obupłciowe, żółte lub pomarańczowe, z 5 trójkątnymi łatkami.
OwoceNiełupki czterokanciaste do walcowatych, cienkie, rzadko oskrzydlone, gładkie lub szorstkie. Puch kielichowy w postaci 2–4 (rzadko do 8) ości pokrytych zadziorkami.

## Systematyka
Pozycja systematyczna
Rodzaj z rodziny astrowatych Asteraceae, w obrębie której klasyfikowany jest do podrodziny Asteroideae i plemienia Coreopsideae. W niektórych ujęciach sugerowana jest celowość włączenia zaliczanych tu gatunków do szeroko ujmowanego rodzaju uczep Bidens.
Lista gatunków

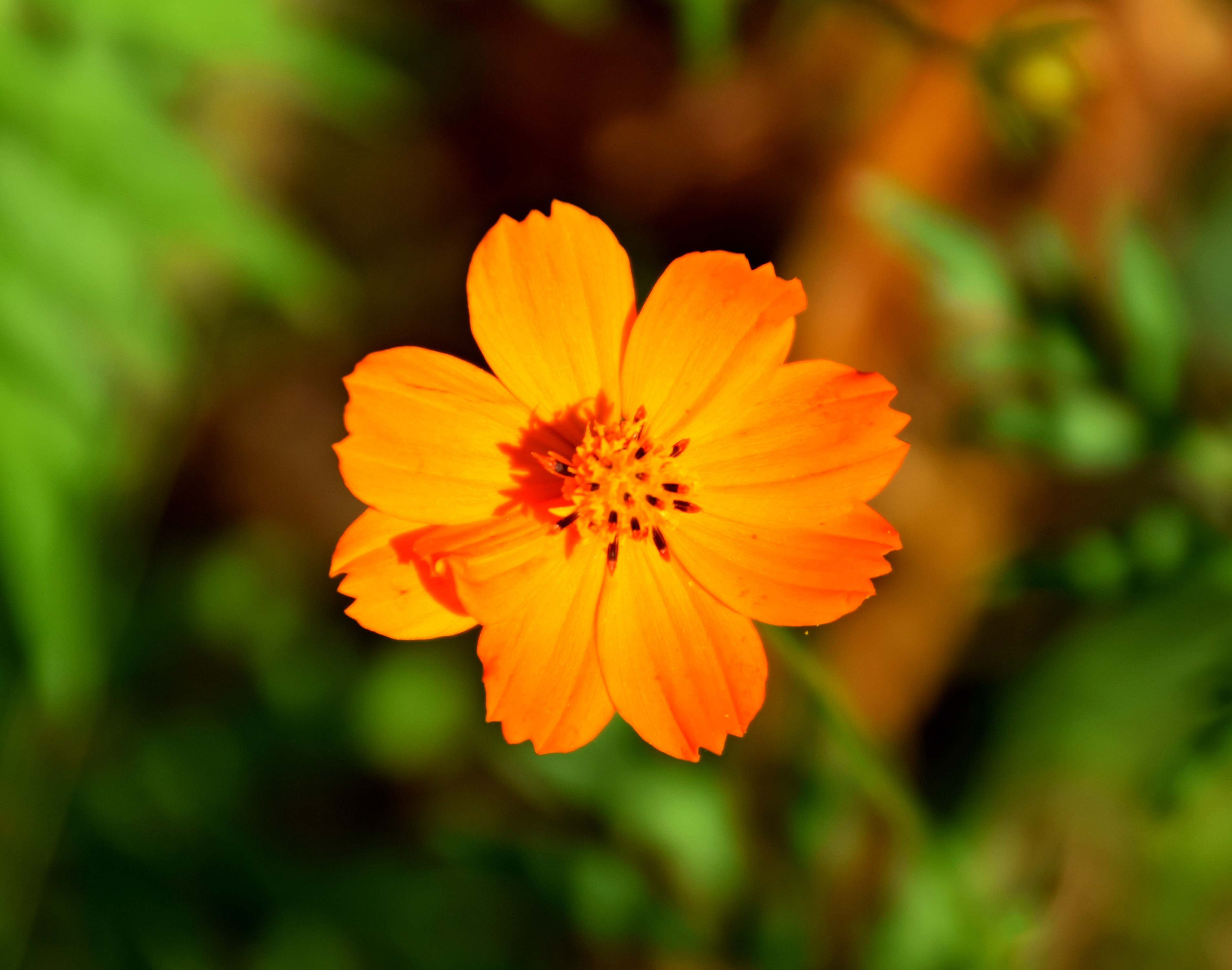
Kosmos siarkowy

- Cosmos atrosanguineus (Hook.) Voss – kosmos krwistoczerwony
- Cosmos bipinnatus Cav. – kosmos pierzasty
- Cosmos carvifolius Benth.
- Cosmos caudatus Kunth
- Cosmos concolor Sherff
- Cosmos crithmifolius Kunth
- Cosmos deficiens (Sherff) Melchert
- Cosmos diversifolius Otto ex Knowles & Westc. – kosmos różnolistny
- Cosmos intercedens Sherff
- Cosmos jaliscensis Sherff
- Cosmos juxtlahuacensis Panero & Villaseñor
- Cosmos landii Sherff
- Cosmos linearifolius (Sch.Bip.) Hemsl.
- Cosmos longipetiolatus Melchert
- Cosmos mattfeldii Sherff
- Cosmos mcvaughii Sherff
- Cosmos modestus Sherff
- Cosmos montanus Sherff
- Cosmos nelsonii B.L.Rob. & Fernald
- Cosmos nitidus Paray
- Cosmos ochroleucoflorus Melchert
- Cosmos pacificus Melchert
- Cosmos palmeri B.L.Rob.
- Cosmos parviflorus (Jacq.) Pers.
- Cosmos peucedanifolius Wedd.
- Cosmos pringlei B.L.Rob. & Fernald
- Cosmos pseudoperfoliatus Art.Castro, Harker & Aarón Rodr.
- Cosmos purpureus (DC.) Benth. & Hook.f. ex Hemsl.
- Cosmos ramirezianus Art.Castro, Harker & Aarón Rodr.
- Cosmos scabiosoides Kunth
- Cosmos schaffneri Sherff
- Cosmos sessilis Sherff
- Cosmos sherffii Melchert
- Cosmos steenisiae Veldkamp
- Cosmos sulphureus Cav. – kosmos siarkowy, k. żółty

## Zastosowanie
Niektóre gatunki są uprawiane jako rośliny ozdobne, w Polsce ze względu na klimat tylko jako rośliny jednoroczne. Uprawia się je przez wysiew nasion. Wyższe odmiany wymagają podczas kwitnienia podparcia.